# Перикола
«Перикола» (рос. «Перикола») — російський радянський музичний фільм за мотивами однойменної опери-буф Жака Оффенбаха.

## Зміст
Фільм знятий за однойменною оперою-буф Жака Оффенбаха. Дія розгортається у Перу 18 століття. Юна дівчина Перикола — бродяча акторка. У неї немає ні красивих нарядів, ні грошей, ні якихось цінних речей, іноді навіть немає їжі, а місце для нічлігу вона знаходить там, де доводиться. Та саме вона підкорює серце віце-короля.

## Ролі
- Галина Бєляєва — Перикола (співає Світлана Волкова)
- Олександр Блок — Пікільо (співає Олександр Дедик)
- Євген Євстигнєєв — Віце-король Перу
- Спартак Мішулін — Дон Педро
- Владислав Стржельчик — Панательяс
- Інна Ульянова
- Галі Абайдулов
- Сергій Філіппов
- Павло Бубельников
- Іван Соловйов
- Н. Сорокіна
- Н. Пахоменко
- В епізодах: Зоя Виноградова, Лілія Євстигнєєва, П. Банщикова, Л. Єрмакова, Л. Федотова, Е. Пономарьова, Ю. Богданова, М. Хмельова, Ф. Коршунова, В, Євдокимова, Н. Мартьянова, В. Комков, Б. Долгов, Р. Єкімов, Д. Іванов, О. Новожилов, М. Шаталова, В. Зайцев.

## Знімальна група
- Режисер і сценарист — Олександр Белинський
- Автор діалогів — Семен Альтов
- Оператор-постановник — Генріх Маранджян
- Оператори — О.Дудко, А.Кудрявцев
- Художники-постановники — Ігор Вускович, Римма Нарінян
- Художник по костюмах — Т. Островська
- Грим — О.Смірнова
- Хореографія — Георгій Алексидзе

### Музична частина
- Диригент — П. Бубельніков
- Оркестр — Симфонічний оркестр Ленінградської філармонії
- Хормейстер — Г.Сандлер
- Хор ленінградського телебачення і радіо